# Mario Gjurovski
Mario Gjurovski (maz. Марио Ѓуровски (ISO-9-Transliteration: Mario Ǵurovski), serb. Mario Đurovski; * 11. Dezember 1985 in Belgrad, SFR Jugoslawien) ist ein ehemaliger mazedonischer Fußballspieler und heutiger -trainer.

## Karriere

### Spieler

#### Verein
In seiner Jugend spielte Gjurovski für FK Čukarički, ehe er im Jahr 2003 zum FK Roter Stern Belgrad wechselte. Doch dort bekam er keine Einsatzchancen, daher wurde er an OFK Mladenovac ausgeliehen. Nachdem er zwölf Ligaspiele für Mladenovac bestritten hatte, wurde er 2004 gleich wieder an FK Sopot verliehen.
Im Sommer 2004 wechselte er zum FK Bežanija in die Prva liga Srbija, der zweithöchsten serbischen Fußballliga. Zwei Jahre später schaffte Gjurovski mit seiner Mannschaft den Aufstieg in die neugegründete SuperLiga. Allerdings folgte eine Saison später auch wieder der Abstieg. Daraufhin ging er zum FK Vojvodina Novi Sad, nachdem er über 80 Ligaspiele für Bežanija bestritt, in denen er achtzehn Tore erzielte. Zunächst bekam er jedoch nur begrenzte Einsatzzeiten, bis er sich eine Rolle als häufiger Einwechsel- oder auch gelegentlicher Stammspieler erkämpfen konnte. In der Saison 2008/09 beendete Vojvodina die Spielzeit mit dem zweiten Tabellenplatz und erreichte eine Saison später das Finale um den serbischen Fußballpokal, welches man jedoch mit 0:3 gegen Gjurovskis alten Verein Roter Stern Belgrad verlor.
Während der Wintertransferperiode 2010/11 verließ er nach über 50 Ligaspielen den Verein und heuerte am 1. März 2011 beim ukrainischen Verein Metalurh Donezk an. Dort unterschrieb er einen Dreijahresvertrag.
Von 2012 bis 2015 spielte der in Thailand beim 2-maligen Meister Muang Thong United.
2016 wechselte Mario zum Ligakonkurrenten Bangkok United. Hier schoss er in 57 Spielen 29 Tore. Zur Saison 2018 wechselte er zu Bangkok Glass. In 14 Spielen schoss er vier Tore und konnte den Abstieg in die Zweitklassigkeit nicht verhindern.
2019 kehrte Mario zu seinem ehemaligen Verein Muangthong United zurück. Mitte 2019 beendete er seine Karriere als Fußballspieler.

#### Nationalmannschaft
Seit 2010 ist Gjurovski Nationalspieler Mazedoniens. Bei seinem Länderspieldebüt am 29. Mai erzielte er gegen Aserbaidschan gleich sein erstes Länderspieltor.

### Trainer
Am 19. Oktober 2020 übernahm er das Traineramt bei seinem ehemaligen Verein Muangthong United in Thailand. Er löste den brasilianischen Trainer Alexandre Gama ab. Nachdem Muangthong die Saison 2023/23 mit vier sieglosen Spielen gestartet war, gab Mario am 18. September 2023 seinen Rücktritt bekannt.

## Erfolge

### Spieler
FK Vojvodina Novi Sad
- Serbischer Vizemeister: 2008/09

- Serbischer Pokalfinalist: 2007, 2010

Muangthong United
- Thailändischer Meister: 2012
- Thailändischer Vizemeister: 2013, 2015
- Thailändischer Pokalfinalist: 2015

Bangkok United
- Thailändischer Pokalfinalist: 2017

Bangkok Glass
- Thailändischer Ligapokalfinalist: 2018

## Sonstiges
Er ist der Sohn des ehemaligen jugoslawischen bzw. späteren mazedonischen Fußballnationalspielers Milko Gjurovski und der Neffe von Boško Gjurovski, der ebenfalls in den Nationalteams beider Nationen aktiv war.